# Santa Lucía (Huesca)
Santa Lucía ist ein spanischer Ort in den Pyrenäen in der Provinz Huesca der Autonomen Gemeinschaft Aragonien. Santa Lucía ist ein Ortsteil der Gemeinde Valle de Hecho. 
Das Dorf liegt größtenteils in Ruinen, die Häuser waren im Landhausstil der Region (siehe Masia) gebaut. 